# Ludwig zu Windisch-Graetz

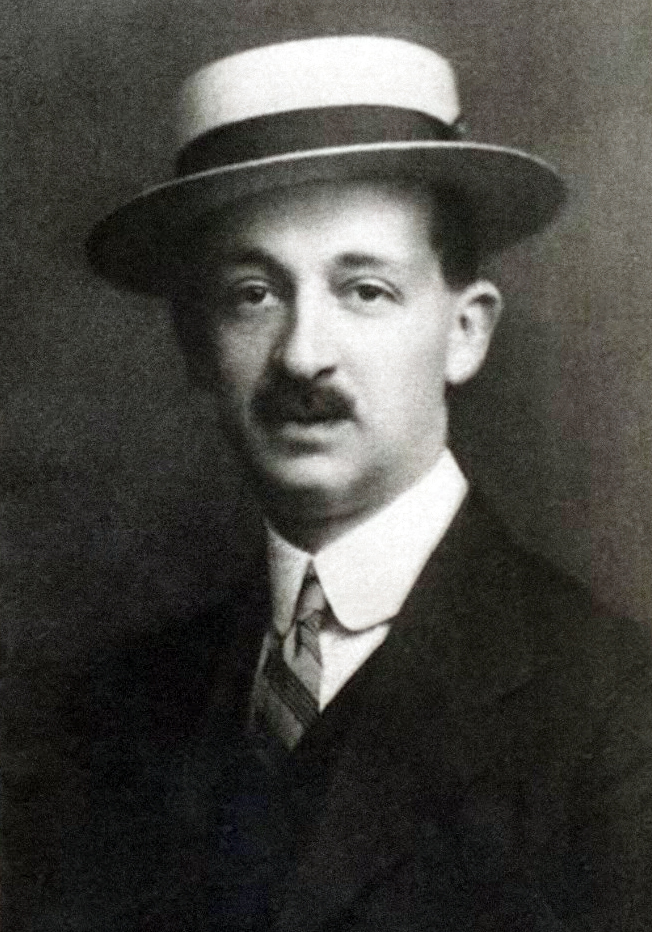
Ludwig zu Windisch-Graetz

Ludwig (Lajos) Fürst zu Windisch-Graetz (auch Windischgraetz, 10. Oktober 1882 in Krakau; † 3. Februar 1968 in Wien) war ein ungarischer Politiker und Minister, und später Agent der Gestapo.

## Leben
Windisch-Graetz wurde als Enkel von Alfred I. zu Windisch-Graetz im damals zu Österreich-Ungarn gehörenden Krakau geboren. Er nahm in den Jahren 1904/05 im Russisch-Japanischen Krieg teil und wurde nach der Belagerung von Port Arthur Militärattaché des österreichisch-ungarischen Botschafters in Sankt Petersburg. Nachdem er im Balkankrieg ebenfalls als Militärattaché in Sofia war, wurde er zwischen 1916 und 1918 aufgrund der Erbfolge Abgeordneter des Magnatenhauses, der ersten Kammer des ungarischen Reichstags. Als Vertrauter und Berater König Karls IV. war er von 25. Januar bis 25. Oktober 1918 im Kabinett von Ministerpräsident Sándor Wekerle Minister ohne Portefeuille und Leiter des Landesernährungsamtes im Königreich Ungarn. Hiernach war er Sektionschef im k.u.k. Kriegsministerium und später Erster Staatssekretär unter Gyula Andrássy d. J. im k.u.k. Außenministerium. Nach dem Zerfall Österreich-Ungarns lebte er in der Schweiz und konspirierte gegen die Revolutionen in Ungarn. Er kehrte erst 1920 nach Ungarn, in seine Burg in Sárospatak zurück, und war Zeuge bei der Anklage von Mihály Károlyi. Als Drahtzieher der Geldfälscher-Affäre wurde er 1921 zu einer vierjährigen Haftstrafe verurteilt, von der ihm aber die Hälfte erlassen wurde. 1932 nahm er die deutsche Staatsbürgerschaft an und war ab 1933 Agent der Geheimen Staatspolizei. In dieser Position misslang es ihm jedoch in Berlin Katinka Károlyi, die Frau Mihály Károlyis, festzunehmen. Im Zweiten Weltkrieg diente er als V-Mann zwischen Berlin und Zagreb und emigrierte nach dem Krieg nach Argentinien, von wo er später über Frankreich und Deutschland nach Österreich übersiedelte, wo er 1968 starb.

## Werke
- Ludwig zu Windisch-Graetz: Vom roten zum schwarzen Prinzen mein Kampf gegen das k. u. k. System. Ullstein, Berlin 1920.
- Ludwig zu Windisch-Graetz: Ein Kaiser kämpft für die Freiheit : So begann Ungarns Leidensweg. Wien, München 1957.
- Ludwig zu Windisch-Graetz: Helden und Halunken : Selbsterlebte Weltgeschichte 1899–1964. Frick, Wien 1967.